# Indozaur
Indozaur (Indosaurus) – rodzaj teropoda zaliczany do Abelisauridae.

## Nazwa
Nazwa rodzajowa wzięła się od Indii, gdzie znaleziono jego szczątki. Epitet gatunkowy matleyi pochodzi od nazwiska badacza, który opisał zwierzę.

## Wielkość
- Masa: szacowana na 700 kg[potrzebny przypis] lub 200 kg[3]

## Występowanie
Zamieszkiwał tereny subkontynentu indyjskiego 69 milionów lat temu (późna kreda, mastrycht).

## Odkrycie
Szczątki znaleziono w Jabalpur w Indiach. Odkryto m.in. czaszkę. Holotyp zaginął.

## Opis
Gruba czaszka. Istnieją podejrzenia, że dinozaur ten posiadał rogi nad oczami, podobnie jak karnotaur, aczkolwiek nie zostało to potwierdzone odnalezieniem ich skamieniałości.

## Gatunki
- Indosaurus matleyi